# Calle del Príncipe de Vergara
La calle del Príncipe de Vergara de Madrid (España) es una larga vía urbana que une el distrito de Salamanca (donde es frontera de los barrios de Recoletos y Castellana, en la acera de los impares, y Goya y Lista en la de los pares) con el de Chamartín (donde separa El Viso de Ciudad Jardín y Prosperidad, para luego atravesar Hispanoamérica y solo una manzana en Nueva España). Entre las plazas que atraviesa en su trazado son las más principales, la del Marqués de Salamanca, la de Cataluña, y en su tramo final las del Ecuador, la República Dominicana y la plaza del Perú.

## Historia

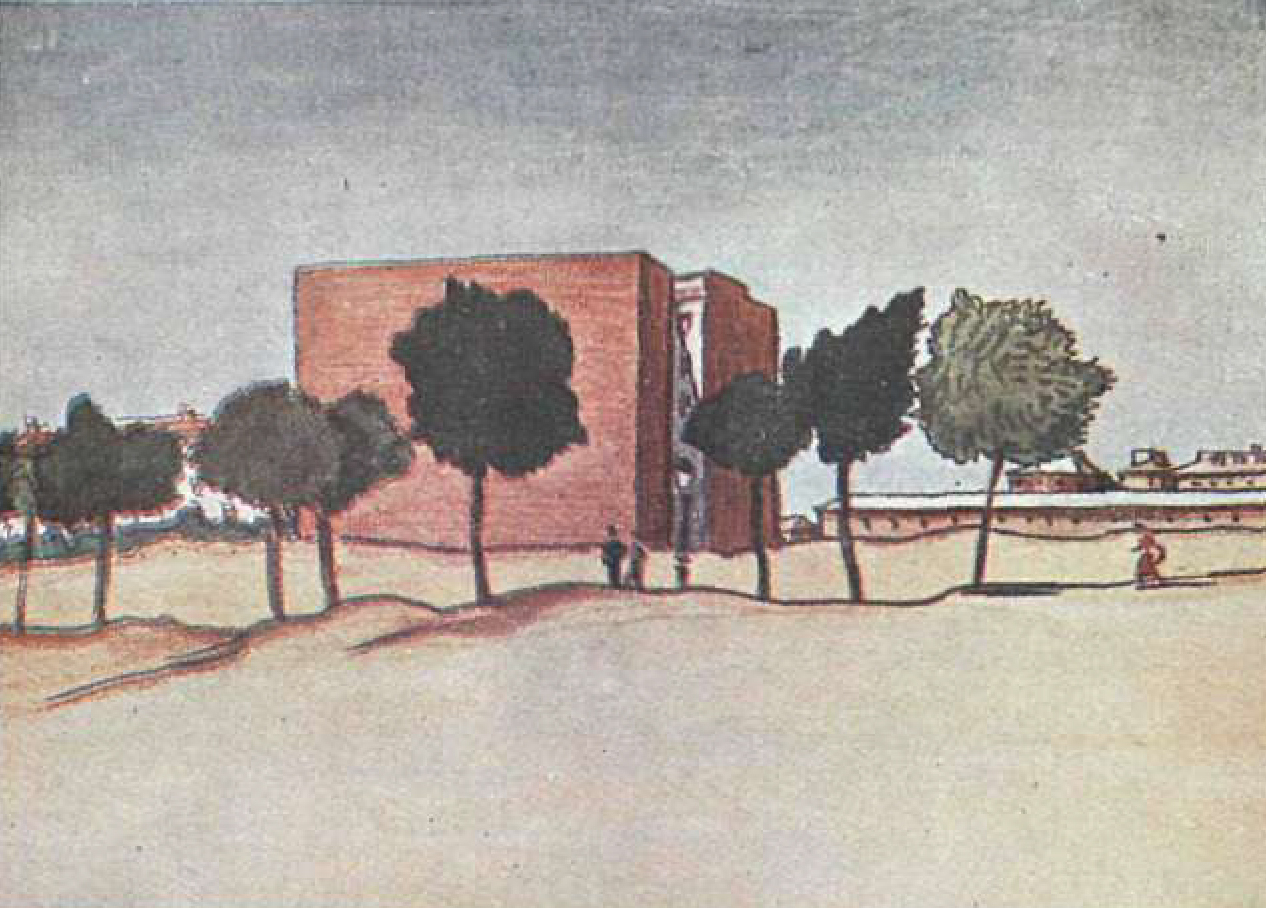
Calle del Príncipe de Vergara en la primera mitad del (La Esfera, 1924).

La calle se dedicó al general Baldomero Espartero, que ostentaba el título de príncipe de Vergara. La vía se abrió a finales del siglo xix, en el barrio de Salamanca. En su origen partía de los terrenos donde se encontraba el final de los llamados Campos Elíseos, en el lugar donde fueron fusilados, tras los sucesos del 22 de junio de 1866, los 66 sargentos de Artillería del Cuartel de San Gil que apoyaban a Juan Prim. El primer tramo, llano y sin apenas desnivel en su primitiva orografía, llegaba hasta el Paseo de Ronda.
Tras la guerra civil española se llamó calle del Dieciocho de julio, y en 1939 pasó a llamarse General Mola en memoria del militar sublevado Emilio Mola, muerto en accidente de aviación durante la Guerra Civil. En 1981, durante la alcaldía de Enrique Tierno Galván, la vía recuperó su nombre original, junto a otras veintisiete calles. Temporalmente, conservaron su nombre tanto el pasaje del General Mola, en la actualidad pasaje de Enrique Ruano, así como el Colegio Público "General Mola", que en 2010 recuperó también su antiguo nombre de "colegio Reina Victoria".

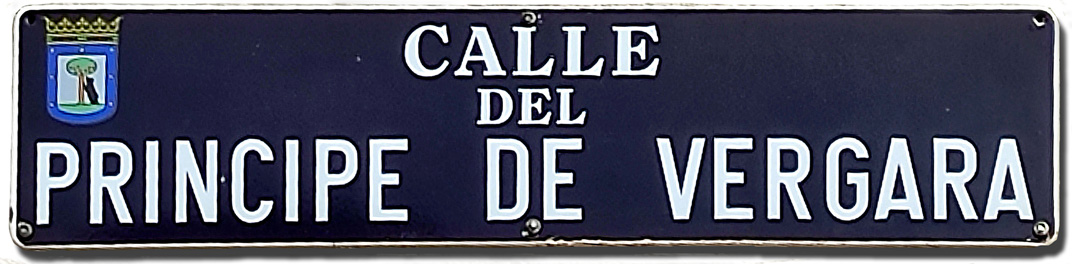
Placa de la calle del Príncipe de Vergara.

Esta calle, que como otras muchas avenidas del barrio de Salamanca se trazó como bulevar, sufrió destino similar al de casi todas ellas cuando, en los años 1960, se eliminó la zona verde central. Poco después se urbanizó el tramo que la separaba de la prolongación de General Mola (a la que hasta entonces se llegaba por la calle de Serrano, en la plaza del Ecuador y el límite del Cuartel de la Guardia Civil. Y ya a finales de los años 80, con la unificación de los dos tramos de la línea 9 del Metro de Madrid se urbanizaron los últimos solares situados en los alrededores de la Estación de Cruz del Rayo en torno a la nueva tenencia de alcaldía de Chamartín.
Más de un tercio de la línea 9 del metro recorre todo lo largo de la calle, desde su nacimiento, junto a la Estación de Príncipe de Vergara hasta la Estación de Pío XII, lo que ha constituido el motor de la revalorización de este sector del barrio de Chamartín, zona en un principio calificada como las afueras. Con anterioridad a ello solo la línea 51 de la EMT, con cabecera al final de la calle, daba servicio a toda la calle uniéndola con el centro, motivo por el cual incorpora los primeros autobuses-gusano, que luego pasarán a la Castellana. La otra línea de la EMT que discurre integra por la calle, la 29, es menos usada por entonces al acabar en Goya / Felipe II, lejos del gran núcleo de intercambio de viajeros que es la plaza de Cibeles.
La primera parte de la prolongación, en su confluencia con López de Hoyos, aglutinó a partir del último tercio del siglo XX a un amplio grupo de establecimientos dedicados a la venta de muebles, que se promocionó como "la costa del mueble", difundiendo el eslogan "una ciudad del mueble dentro de la ciudad". A partir de los primeros años del siglo XXI, la mayor parte de estos comercios han ido desapareciendo.
Es destacable el lugar en el que se encontraba el antiguo cine Mola, anteriormente plató de cine, situado en el número 90 de la calle del Príncipe de Vergara. La sala de proyecciones se inauguró en 1965 y, después de cerrar, el 4 de septiembre de 1985 el local abría reconvertido como discoteca Jácara, no exento de polémica.
A pesar de su apertura complicada, la discoteca continuó siendo polémica, pues, al año siguiente, permitió ver en directo un partido de fútbol internacional del Real Madrid que no fue emitido por la televisión pública española,
El 3 de abril de 1991, la discoteca Jácara de Madrid cerraba sus puertas. El cierre se debió a una orden del Ayuntamiento de Madrid que denunciaba las actuaciones musicales en directo del local sin contar con autorización municipal. En esta sala actuaron grupos y solistas como Mecano, Radio Futura, David Bowie, James Brown, Joan Báez, Eddy Grant y Suzanne Vega.

## Edificios
- Existió en la acera de los pares la fábrica de la Compañía Madrileña de Panificación.
- Edificio Leopoldo Daza (1918),[14] en el número 8 (esquina Jorge Juan).
- Monasterio de Nuestra Señora de las Maravillas, en el n.º 23, entre las calles de Goya y Hermosilla.desde 1904.
- Colegio Nuestra Señora del Pilar, desde 1904 junto a la calle de Castelló.
- Colegio de Nuestra Señora de Loreto, llevado por las Ursulinas y construido a finales del siglo xix.
- Asilo de Nuestra Señora del Rosario, en el n.º 53, edificio que más tarde se convertiría en sanatorio quirúrgico con el mismo nombre. En esta clínica murieron el torero Antonio Reverte y la cupletista Consuelo Bello conocida como la Fornarina.
- Cuartel de las Cuarenta Fanegas de la Guardia Civil, hoy sede de la agrupación de tráfico y del colegio de huérfanos del cuerpo. En él hubo una checa durante la guerra civil española, y de él salió el “convoy militar” que provocó el intento de golpe de Estado del 23-F.

Entre las construcciones más recientes, además de la sede del Consejo Oleícola Internacional, pueden citarse el edificio municipal, antigua sede del que fuera "Museo de la Ciudad", en el número 140; junto al Auditorio Nacional de Música, en el 142.

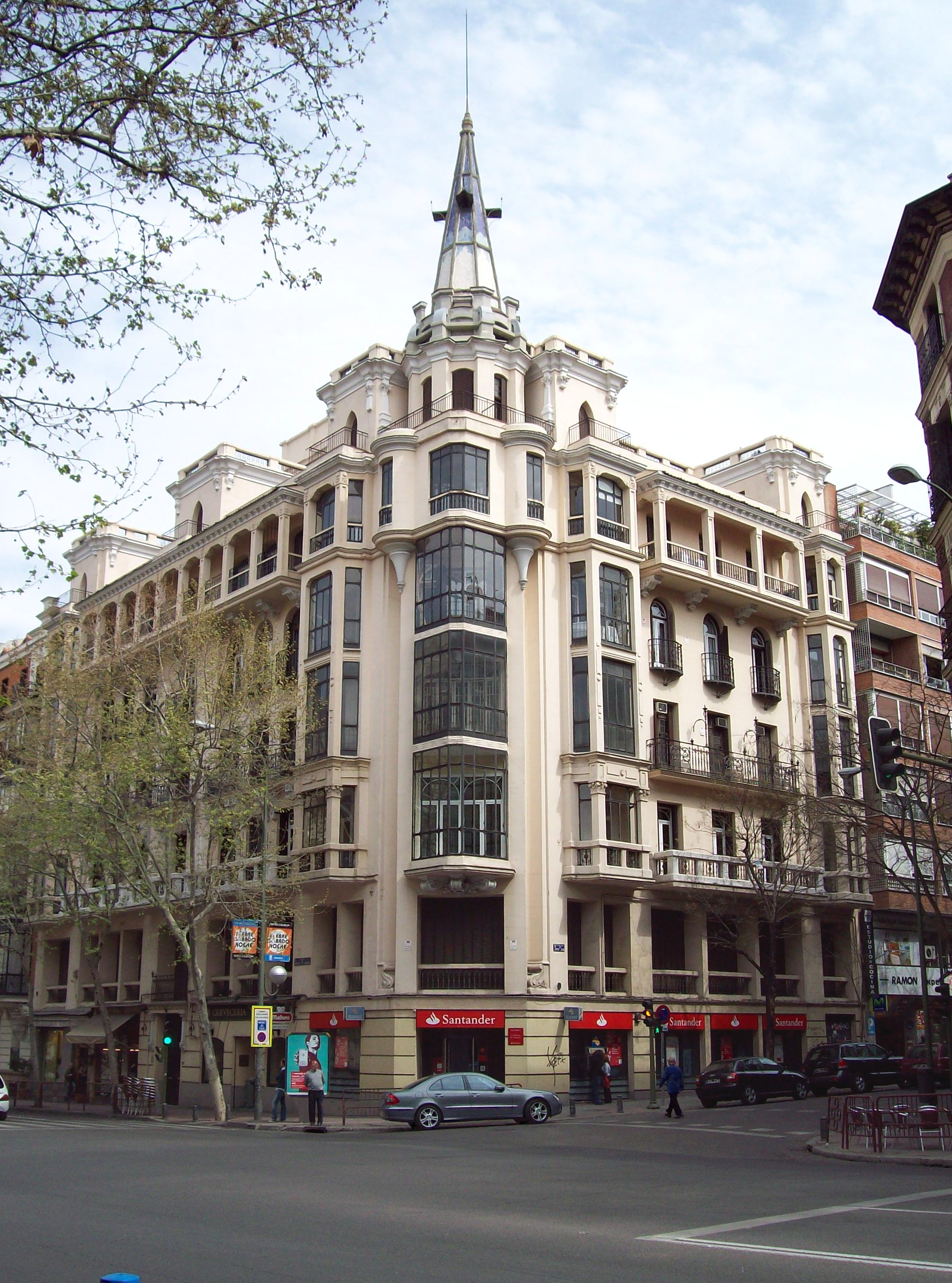
Edificio Leopoldo Daza
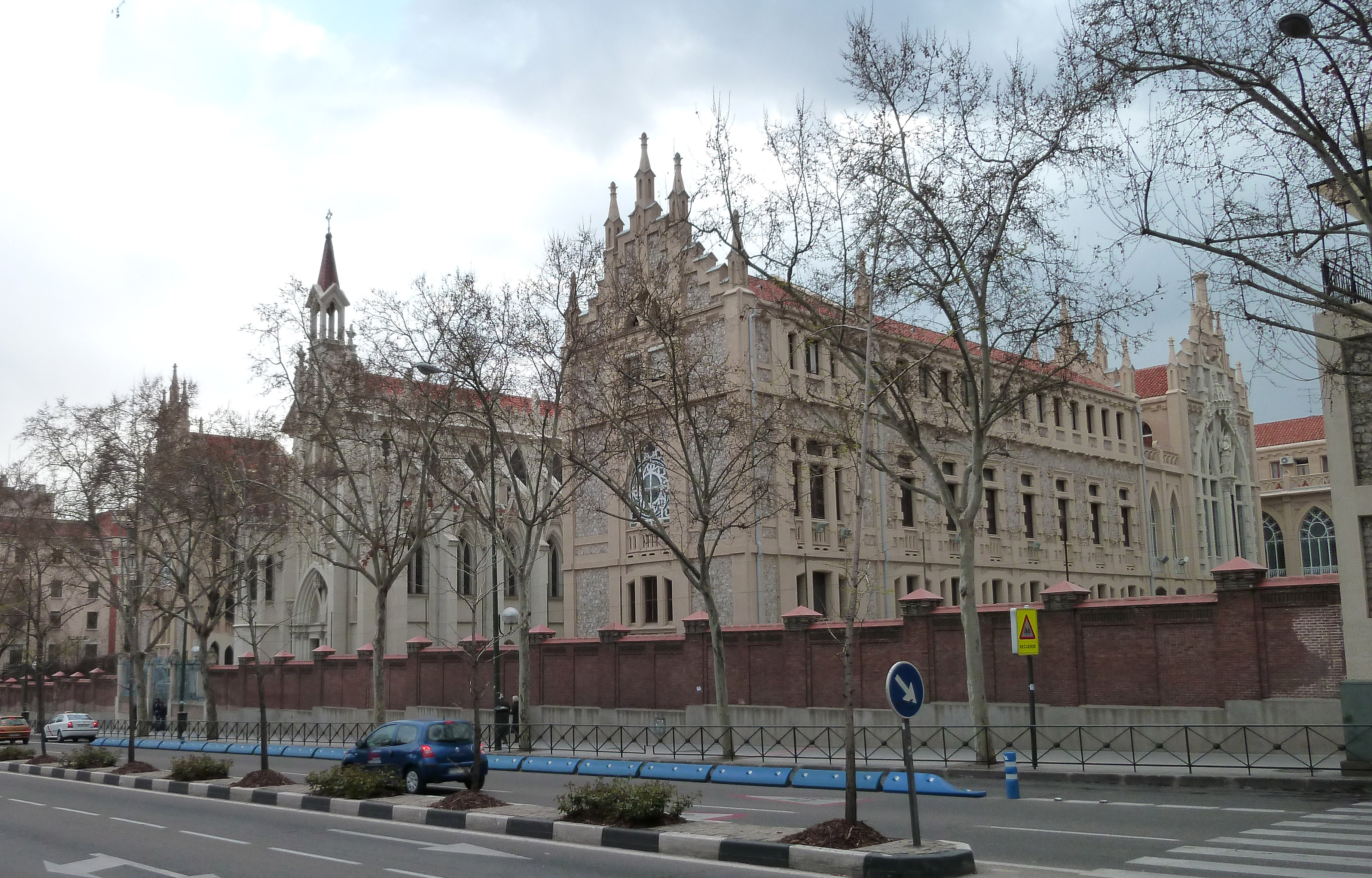
Colegio del Pilar
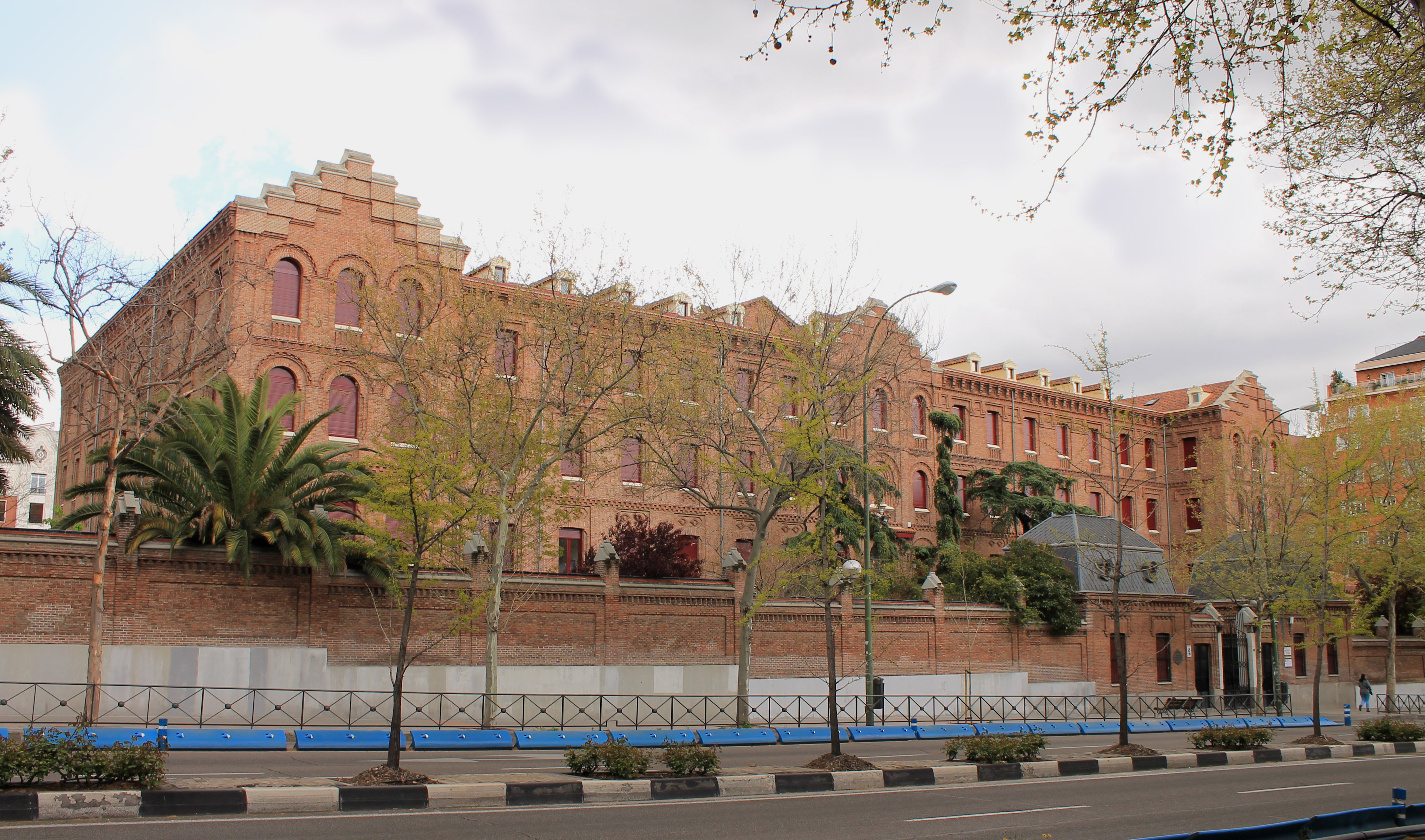
Colegio de Nuestra Señora de Loreto
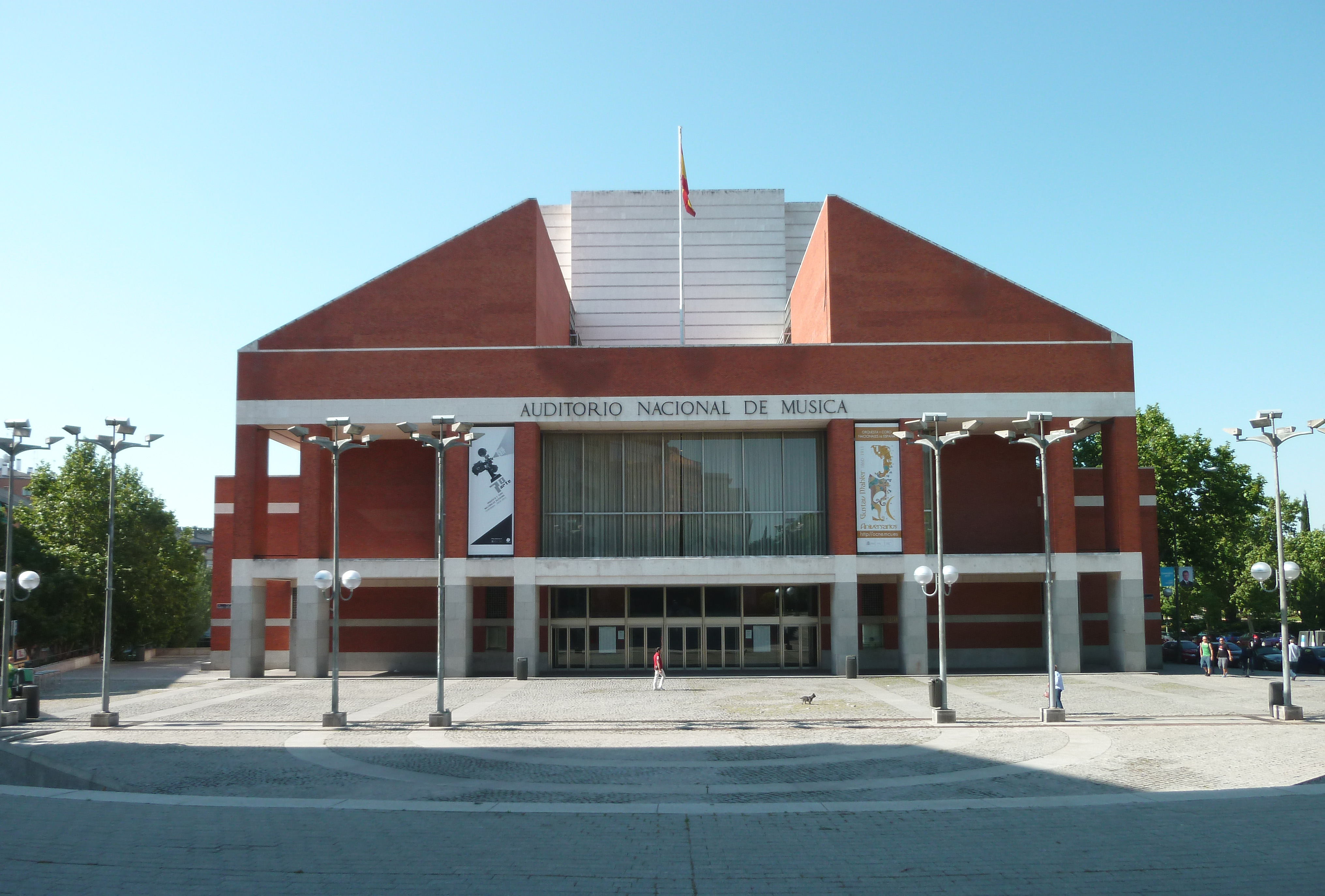
Auditorio Nacional de Música

## Comunicaciones
| Estaciones de Metro | Príncipe de Vergara , Núñez de Balboa , Avenida de América , Cruz del Rayo , Concha Espina y Colombia |
| Líneas de autobús   | 7 16 29 51 52 N1 N2                                                                                   |